# De-a șoarecele și pisica (film din 1983)
De-a șoarecele și pisica (în italiană Cane e gatto, în engleză Cat and Dog) este un film de comedie italiano-american din 1983, regizat de Bruno Corbucci și avându-l în rolul principal pe Bud Spencer. 

## Rezumat
În statul american Florida, Tony Roma (Tomás Milián), un playboy, cântăreț și dansator italo-american, seduce femei bogate pentru a le fura bijuteriile și alte lucruri de valoare. El o seduce printre altele pe soția senatorului Anderson (Dan Fitzgerald), un important om politic ce are relații cu mafia, furându-i printre alte bijuterii și un inel dăruit de șeful mafiei, Salvatore Licuti (Marc Lawrence).
Locotenentul de poliție Alan Parker (Bud Spencer) reușește să-l prindă de mai multe ori pe Tony într-un timp foarte scurt și-l dă pe mâna poliției pentru a fi judecat pentru escrocherie, dar acesta scapă din mâinile celorlalți polițiști. Fugit de un soț gelos care intrase în mod neașteptat în camera soției sale, Tony ajunge într-o altă cameră de hotel și este martor ocular la uciderea de către Licuti a unui trădător al mafiei. Fiind descoperit de mafioți, playboy-ul fuge și începe să fie vânat de oamenii lui Licuti. După un atac cu bombă comis la adresa lui, Tony se ascunde în mașina lui Parker, care mergea în camping cu familia lui. Polițistul vrea să-l ducă la cea mai apropiată secție de poliție, dar Tony îi povestește evenimentul la care a fost martor și afirmă că va fi ucis de mafioți, deoarece unul dintre polițiști are relații cu mafia. Tony rămâne inițial cu familia lui Parker și o seduce pe cumnata acestuia, Deborah Smith (Margherita Fumero), cu care promite să se căsătorească.
Mafioții încearcă să-l răpească din tabăra unde era campată familia Parker, iar, pentru a-i salva viața și a-l duce în fața justiției pe Licuti, Alan pleacă cu trenul spre Miami, împreună cu Tony, pentru ca acesta din urmă să depună mărturie împotriva șefului mafiot. Trenul este atacat de mafioți, dar ei scapă din nou. Parker îl demască pe spionul mafiei din poliție, sergentul Haig (Billy Garrigues), și îi intinde o capcană lui Licuti trimițându-i-l pe Tony Roma cu un microfon ascuns pentru a-l înregistra pe mafiot și a-l face să recunoască faptul că a comis crima. 
În cele din urmă, după o luptă distractică în care Parker i-a bătut aproape singur pe toți mafioții, Licuti este arestat și dat e mâna justiției. Parker pune mâna pe Tony Roma și-l duce pentru a-și ține făgăduiala de a se căsători cu Deborah, dar playboy-ul fuge din fața altarului. 

## Distribuție
- Bud Spencer - locotenentul Alan Parker
- Tomás Milián - Tony Roma (Antonio Rosario Archibald Pipino)
- Margherita Fumero - Deborah Smith
- Marc Lawrence - Salvatore Licuti
- Billy Garrigues - sergentul Haig
- Cristina Trotter- doamna Haig
- Joan Call - Annunziata Pipino
- Joan Murphy - Virginia Anderson
- Dan Fitzgerald - senatorul Anderson
- Raymond Forchion - omul furios
- Harold Bergman - preotul (necreditat)
- Jeff Moldovan - bătăuș (necreditat)

### Dublaj de voce (în limba italiană)
- Glauco Onorato - locotenentul Alan Parker
- Giuseppe Rinaldi - Salvatore Licuti
- Antonio Guidi - căpitanul Browning
- Luciano De Ambrosis - senatorul Anderson
- Massimo Giuliani - dansatoare și imitatoare a vocii senatorului Anderson

## Recepție critică
- Lexikon des internationalen Films: „Apelând la ajutorul unui mic escroc pentru a pune mâna pe o bandă de mafioți, un polițist special îi bate pe toți ce-i stau în cale. Film de acțiune pentru fanii neobosiți ai lui Bud Spencer.“ [1]